# Magnetska traka
Magnetska traka ili magnetska vrpca je nosač s feromagnetskom površinom koji služi za elektromagnetsko snimanje (zapisivanje) i reprodukciju (čitanje) zvukovnih, slikovnih ili računalnih informacija. Sastoji se od vrpce od plastike (poliestera) prekrivene tankim slojem feromagnetskog materijala, što može biti prah čistoga željeza, željeznog oksida, kromova dioksida te mješavine kobalta s čistim željezom ili željeznim oksidom. Vrpca za analogno snimanje[[]] ima deblji nosač radi smanjenja učinka kopiranja između zavojâ vrpce. Vrpca za digitalno snimanje treba veću gustoću traga, to jest veću pravolinijsku (linearnu) gustoću zapisa, veću koercitivnost (sposobnost željeza da zadrži u sebi preostali magnetizam po prestanku djelovanja inducirajućeg magneta) i precizan dodir s magnetskom glavom, veliku brzinu snimanja, a može biti tanja jer nema učinka kopiranja. Vrpca je namotana na kolut ili je smještena u kasetu. Izrađuje se u različitim širinama: 3,81 mm (analogne i digitalne audiokasete), 6,3 mm, 8 mm, 12,65 mm i 19 mm (analogne i digitalne audiokasete, videokasete i informatičke kasete). Magnetsku traku izumio je Fritz Pfleumer u Njemačkoj 1928. kao poboljšanje izuma spremanja zvuka na magnetskoj žici Valdermara Poulsena iz 1898. Magnetska traka iz svog izvornog izuma preobražena je u bezbroj formata, od kojih su neki navedeni:
- kompaktna kaseta
- digitalna audio traka (DAT)
- digitalna linearna traka (DLT)

## Magnetski pigmenti
Danas su magnetski pigmenti veoma važni kao materijali za prenošenje i čuvanje informacija na magnetskim tonskim, video i računalnim vrpcama. Već od početka tehničke upotrebe magnetskih vrpca kao feromagnetski materijali upotrebljavaju se oksidi željeza, koji su kasnije poboljšani dodavanjem kobalta. Od godine 1966. kao magnetski pigment upotrebljava se kromov(IV) oksid, a u posljednje vrijeme i pigmenti od metalnog željeza ili njegovih slitina s kobaltom ili niklom. Prilikom proizvodnje magnetskih vrpca nanose se magnetski pigmenti, dispergirani u prikladnom vezivu, u vrlo tankom sloju na vrpcu od plastike poli(vinil-klorida).
Oksidi željeza s feromagnetskim svojstvima jesu Fe304 i y-Fe203, u obliku iglica duljine od 0,1 do 1 μm. U njihovoj se proizvodnji polazi od hidratiziranih željezo(III)-oksida (α-FeOOH ili γ-FeOOH), koji se redukcijom prevode u Fe304. Taj se kemijski spoj može upotrijebiti izravno, ali se bolja svojstva mogu dobiti njegovom opreznom redukcijom u y-Fe203. Dalje se poboljšanje postiže dodavanjem kobalta u količini do 5%. I pigmentno metalno željezo pripravlja se uglavnom na isti način uz završnu redukciju vodikom.
Već dugi niz godina kao magnetski materijal za prenošenje i čuvanje informacija na magnetskim vrpcama upotrebljava se i kromov(IV) oksid, Cr02. Taj spoj kristalizira u crnim, tetragonskim iglicama, a tehnički se pripravlja hidrotermičkim procesom polazeći od spojeva kroma(III) ili kroma(VI). Dobra feromagnetska svojstva pokazuje tehnički kromov(IV) oksid s iglicama duljine najviše 1 μm i s omjerom duljine i širine iglica oko 10:1. Njegova se feromagnetska svojstva mogu poboljšati naknadnim zagrijavanjem na 350 °C u oksidirajućoj atmosferi.